# Monoxia minuta
Monoxia minuta är en skalbaggsart som beskrevs av Blake 1939. Monoxia minuta ingår i släktet Monoxia och familjen bladbaggar. Inga underarter finns listade i Catalogue of Life.